# Abel Hernández
Abel Mathías Hernández Platero, född 8 augusti 1990 i Pando, Uruguay, är en uruguayansk fotbollsspelare som spelar för brasilianska Fluminense. Han har tidigare representerat Uruguays landslag.